# Championnat d'Angleterre de football de cinquième division 2012-2013
Navigation
Édition précédente Édition suivante
La saison 2012-2013 de Conference National est la trente-troisième édition de la cinquième division anglaise.
Les vingt-quatre clubs participants au championnat sont confrontés à deux reprises aux vingt-trois autres.
À la fin de la saison, le champion est promu en League Two et les quatre suivants du classement s'affrontent en playoffs pour une place dans la division supérieure.
C'est Mansfield Town qui obtient le titre de champion de la cinquième division nationale et Newport County qui sort vainqueur des playoffs.
Les quatre derniers clubs sont relégués en Conference North et Conference South. La décision d'affectation revient au comité du National League System et elle est déterminée en fonction de la situation géographique des clubs.

## Compétition

### Classement
Le classement est établi sur le barème de points classique (victoire à 3 points, match nul à 1, défaite à 0).
Pour départager les égalités, on tient d'abord compte de la différence de buts générale, puis du nombre de buts marqués, puis des confrontations directes et enfin si la qualification ou la relégation est en jeu, les deux équipes jouent une rencontre d'appui sur terrain neutre.
| Rang | Équipe                 | Pts | J  | G  | N  | P  | Bp | Bc | Diff |
| ---- | ---------------------- | --- | -- | -- | -- | -- | -- | -- | ---- |
| 1    | Mansfield Town         | 95  | 46 | 30 | 5  | 11 | 92 | 52 | +40  |
| 2    | Kidderminster Harriers | 93  | 46 | 28 | 9  | 9  | 82 | 40 | +42  |
| 3    | Newport County         | 85  | 46 | 25 | 10 | 11 | 85 | 60 | +25  |
| 4    | Grimsby Town           | 83  | 46 | 23 | 14 | 9  | 70 | 38 | +32  |
| 5    | Wrexham                | 80  | 46 | 22 | 14 | 10 | 74 | 45 | +29  |
| 6    | Hereford United R      | 70  | 46 | 19 | 13 | 14 | 73 | 63 | +10  |
| 7    | Luton Town             | 67  | 46 | 18 | 13 | 15 | 70 | 62 | +8   |
| 8    | Dartford P             | 66  | 46 | 19 | 9  | 18 | 67 | 63 | +4   |
| 9    | Braintree Town         | 66  | 46 | 19 | 9  | 18 | 63 | 72 | -9   |
| 10   | Forest Green Rovers    | 65  | 46 | 18 | 11 | 17 | 63 | 49 | +14  |
| 11   | Macclesfield Town R    | 63  | 46 | 17 | 12 | 17 | 65 | 70 | -5   |
| 12   | Woking P               | 62  | 46 | 18 | 8  | 20 | 73 | 81 | -8   |
| 13   | Alfreton Town          | 60  | 46 | 16 | 12 | 18 | 69 | 74 | -5   |
| 14   | Cambridge United       | 59  | 46 | 15 | 14 | 17 | 68 | 69 | -1   |
| 15   | Nuneaton Town P        | 57  | 46 | 14 | 15 | 17 | 66 | 73 | -7   |
| 16   | Lincoln City           | 56  | 46 | 15 | 11 | 20 | 58 | 61 | -3   |
| 17   | Gateshead              | 55  | 46 | 13 | 16 | 17 | 63 | 75 | -12  |
| 18   | Hyde P                 | 55  | 46 | 16 | 7  | 23 | 55 | 75 | -20  |
| 19   | Tamworth               | 55  | 46 | 15 | 10 | 21 | 55 | 69 | -14  |
| 20   | Southport              | 54  | 46 | 14 | 12 | 20 | 72 | 86 | -14  |
| 21   | Stockport County       | 50  | 46 | 13 | 11 | 22 | 57 | 76 | -19  |
| 22   | Barrow                 | 46  | 46 | 11 | 13 | 22 | 45 | 83 | -38  |
| 23   | Ebbsfleet United       | 39  | 46 | 8  | 15 | 23 | 55 | 89 | -34  |
| 24   | AFC Telford United     | 35  | 46 | 6  | 17 | 23 | 52 | 79 | -27  |

| Légende : Qualifications et relégations | Légende : Qualifications et relégations                   |
| --------------------------------------- | --------------------------------------------------------- |
|                                         | Promu en League Two                                       |
|                                         | Qualification pour les barrages d'accession en League Two |
|                                         | Relégation en Conference South ou Conference North        |
|                                         | R : Relégué en 2011-2012 P : Promu en 2011-2012           |

### Playoffs
|  | Demi-finales               | Demi-finales   | Demi-finales | Demi-finales |   |  | Finale | Finale | Finale |  |  |  |  |  |  |  |
|  |                            |                |              |              |   |  |        |        |        |  |  |  |  |  |  |  |
|  |                            |                |              |              |   |  |        |        |        |  |  |  |  |  |  |  |
|  |                            |                |              |              |   |  |        |        |        |  |  |  |  |  |  |  |
|  | (5) Wrexham                | 2              | 3            |              |   |  |        |        |        |  |  |  |  |  |  |  |
|  | (5) Wrexham                | 2              | 3            |              |   |  |        |        |        |  |  |  |  |  |  |  |
|  | (2) Kidderminster Harriers | 1              | 1            |              |   |  |        |        |        |  |  |  |  |  |  |  |
|  | (2) Kidderminster Harriers | 1              | 1            | Wrexham      | 0 |  |        |        |        |  |  |  |  |  |  |  |
|  |                            |                |              |              | 0 |  |        |        |        |  |  |  |  |  |  |  |
|  |                            | Newport County | 2            |              |   |  |        |        |        |  |  |  |  |  |  |  |
|  | (4) Grimsby Town           | Newport County | 2            | 0            | 0 |  |        |        |        |  |  |  |  |  |  |  |
|  | (4) Grimsby Town           |                |              |              |   |  |        |        |        |  |  |  |  |  |  |  |
|  | (3) Newport County         | 1              | 1            |              |   |  |        |        |        |  |  |  |  |  |  |  |
|  | (3) Newport County         | 1              | 1            |              |   |  |        |        |        |  |  |  |  |  |  |  |

|  | Tirs au but |

|  | Score de l'équipe recevant |

### Demi-finales aller
| Mardi 23 avril 2013 | Wrexham                            | 2 - 1   | Kidderminster Harriers | Racecourse Ground, Wrexham                         |                                                    |
|                     | David Artell 45e · Neil Ashton 85e | (1 - 0) | Michael Gash 57e       | Spectateurs : 6 315 Arbitrage : Charles Breakspear | Spectateurs : 6 315 Arbitrage : Charles Breakspear |

| Mercredi 24 avril 2013 | Grimsby Town | 0 - 1   | Newport County    | Blundell Park, Grimsby                         |                                                |
|                        |              | (0 - 0) | Ismail Yakubu 89e | Spectateurs : 5 414 Arbitrage : Graham Horwood | Spectateurs : 5 414 Arbitrage : Graham Horwood |

### Demi-finales retour
| Dimanche 28 avril 2013 | Kidderminster Harriers | 1 - 3   | Wrexham                                              | Aggborough Stadium, Kidderminster                     |                                                       |
|                        | Cheyenne Dunkly 64e    | (0 - 1) | Brett Ormerod 29e · Joe Clarke 69e · Neil Ashton 85e | Spectateurs : 6 202 Arbitrage : Sebastian Stockbridge | Spectateurs : 6 202 Arbitrage : Sebastian Stockbridge |

Score cumulé : Wrexham 5 -2 Kidderminster Harriers
| Dimanche 28 avril 2013 | Newport County       | 1 - 0   | Grimsby Town | Newport Stadium, Newport                      |                                               |
|                        | Christian Jolley 31e | (1 - 0) |              | Spectateurs : 6 615 Arbitrage : Nick Kinseley | Spectateurs : 6 615 Arbitrage : Nick Kinseley |

Score cumulé : Newport County 2 - 0 Grimsby Town

### Finale
| Dimanche 5 mai 2013 | Newport County                            | 2 - 0   | Wrexham | Wembley Stadium, Londres              |                                       |
|                     | Christian Jolley 86e · Aaron O'Connor 90e | (0 - 0) |         | Spectateurs : 16 346 Arbitrage : Ball | Spectateurs : 16 346 Arbitrage : Ball |

## Bilan de la saison
| Promotions et relégations                        |                                                                |
| Relégués de League Two                           | Barnet, Aldershot Town                                         |
| Promus en League Two                             | Mansfield Town, Newport County                                 |
| Relégués en Conference South ou Conference North | Stockport County, Barrow, Ebbsfleet United, AFC Telford United |
| Promus de Conference South ou Conference North   | Welling United, Chester, Salisbury, Halifax Town               |